# Trạm U-Bahn Hasenbergl
Ga Hasenbergl của hệ thống Tàu điện ngầm Munich khai trương vào  ngày 26 tháng 10 năm 1996 và nằm trên tuyến U2.  Nó nằm ở phường cùng tên.

## Đặc điểm
Sân ga được thắp sáng bởi một cấu trúc phản xạ dạng hạt đậu treo trên trần sơn xanh.  Sân ga có sàn đá granit màu xám nhạt, với các hình tam giác màu đen ở giữa sân.  Các bức tường kế bên đường rày được làm bằng các tấm kính lớn, phản chiếu một số ánh sáng.  Tuy nhiên, ở giữa, nó bị gián đoạn một tấm gương có bề mặt  lớn. Cả tường có một dải màu đỏ ở giữa, cũng làm bằng kính.  Tường ở tầng giữa và cầu thang được ốp bằng gạch khảm cùng màu, được nới lỏng một phần bởi các tấm gương nhỏ.
Có một thang máy dẫn lên tầng giữa nằm phía đông cũng như lên trên mặt đất.
| Tuyến | Các trạm |
| ----- | --- |
| U2    | Feldmoching – Hasenbergl – Dülferstraße – Harthof – Am Hart – Frankfurter Ring – Milbertshofen – Scheidplatz – Hohenzollernplatz – Josephsplatz – Theresienstraße – Königsplatz – Hauptbahnhof – Sendlinger Tor – Fraunhoferstraße – Kolumbusplatz – Silberhornstraße – Untersbergstraße – Giesing – Karl-Preis-Platz – Innsbrucker Ring – Josephsburg – Kreillerstraße – Trudering – Moosfeld – Messestadt West – Messestadt Ost |